# Lista över ananasväxternas släkten
Detta är en lista över släkten i familjen ananasväxter (Bromeliaceae) alfabetiskt ordnad efter de vetenskapliga namnen.

## A
| Vetenskapligt namn | Auktor            | Svenskt namn | Bild                |
| ------------------ | ----------------- | ------------ | ------------------- |
| Abromeitiella      | Mez               |              |                     |
| Acanthostachys     | Klotzsch          |              |                     |
| Aechmea            | Ruiz & Pav.       |              | Aechmea fasciata    |
| Ananas             | Mill.             | ananas       | Ananas comosus      |
| Andrea             | Mez               |              |                     |
| Androlepis         | Brongn ex Houllet |              | Androlepis skinneri |
| Araeococcus        | Brongn            |              |                     |
| Ayensua            | L.B.Sm.           |              |                     |

## B
| Vetenskapligt namn | Auktor                    | Svenskt namn | Bild                  |
| ------------------ | ------------------------- | ------------ | --------------------- |
| Billbergia         | Thunb.                    |              | Billbergia macrocalyx |
| Brewcaria          | L.B.Sm., Steyerm. & H.Rob |              |                       |
| Brocchinia         | Schult.f.                 |              | Brocchinia reducta    |
| Bromelia           | L.                        |              | Bromelia interior     |

## C
| Vetenskapligt namn | Auktor          | Svenskt namn | Bild                  |
| ------------------ | --------------- | ------------ | --------------------- |
| Canistrum          | E.Morren        |              |                       |
| Catopsis           | Griseb.         |              | Catopsis berteroniana |
| Connellia          | N.E.Br.         |              |                       |
| Cottendorfia       | Schult.f.       |              |                       |
| Cryptanthus        | Otto & A.Dietr. |              | Cryptanthus zonatus   |

## D
| Vetenskapligt namn | Auktor    | Svenskt namn | Bild                      |
| ------------------ | --------- | ------------ | ------------------------- |
| Deuterocohnia      | Mez       |              | Deuterocohnia lorentziana |
| Disteganthus       | Lem.      |              |                           |
| Dyckia             | Schult.f. |              | Dyckia platyphylla        |

## E
| Vetenskapligt namn | Auktor             | Svenskt namn | Bild |
| ------------------ | ------------------ | ------------ | ---- |
| Encholirium        | Mart. ex Schult.f. |              |      |

## F
| Vetenskapligt namn | Auktor  | Svenskt namn | Bild |
| ------------------ | ------- | ------------ | ---- |
| Fascicularia       | Mez     |              |      |
| Fernseea           | Baker   |              |      |
| Fosterella         | L.B.Sm. |              |      |

## G
| Vetenskapligt namn | Auktor      | Svenskt namn | Bild              |
| ------------------ | ----------- | ------------ | ----------------- |
| Glomeropitcairnia  | Mez         |              |                   |
| Greigia            | Regel       |              |                   |
| Guzmania           | Ruiz & Pav. |              | Guzmania conifera |

## H
| Vetenskapligt namn | Auktor         | Svenskt namn | Bild                  |
| ------------------ | -------------- | ------------ | --------------------- |
| Hechtia            | Klotzsch       |              | Hechtia guatemalensis |
| Hohenbergia        | Schult.f.      |              | Hohenbergia stellata  |
| Hohenbergiopsis    | L.B.Sm. & Read |              |                       |

## L
| Vetenskapligt namn | Auktor | Svenskt namn | Bild |
| ------------------ | ------ | ------------ | ---- |
| Lindmania          | Mez    |              |      |
| Lymania            | Read   |              |      |

## M
| Vetenskapligt namn | Auktor | Svenskt namn | Bild |
| ------------------ | ------ | ------------ | ---- |
| Mezobromelia       | L.B.Sm |              |      |

## N
| Vetenskapligt namn | Auktor    | Svenskt namn | Bild                  |
| ------------------ | --------- | ------------ | --------------------- |
| Navia              | Schult.f. |              |                       |
| Neoglaziovia       | Mez       |              |                       |
| Neoregelia         | L.B.Sm.   |              | Neoregelia carolinae  |
| Nidularium         | Lem.      |              | Nidularium innocentii |

## O
| Vetenskapligt namn | Auktor | Svenskt namn | Bild |
| ------------------ | ------ | ------------ | ---- |
| Ochagavia          | Phil.  |              |      |
| Orthophytum        | Beer   |              |      |

## P
| Vetenskapligt namn | Auktor          | Svenskt namn | Bild              |
| ------------------ | --------------- | ------------ | ----------------- |
| Pitcairnia         | L'Her.          |              | Pitcairnia grafii |
| Portea             | K. Koch         |              |                   |
| Pseudaechmea       | L.B.Sm. & Read  |              |                   |
| Pseudananas        | Hassl. ex Harms |              |                   |
| Puya               | Molina          |              | Puya laxa         |

## Q
| Vetenskapligt namn | Auktor   | Svenskt namn | Bild |
| ------------------ | -------- | ------------ | ---- |
| Quesnelia          | Gaudich. |              |      |

## R
| Vetenskapligt namn | Auktor           | Svenskt namn | Bild |
| ------------------ | ---------------- | ------------ | ---- |
| Ronnbergia         | E.Morren & Andre |              |      |

## S
| Vetenskapligt namn | Auktor | Svenskt namn | Bild |
| ------------------ | ------ | ------------ | ---- |
| Steyerbromelia     | L.B.Sm |              |      |
| Streptocalyx       | Beer   |              |      |

## T
| Vetenskapligt namn | Auktor | Svenskt namn | Bild              |
| ------------------ | ------ | ------------ | ----------------- |
| Tillandsia         | L.     |              | Tillandsia cyanea |

## V
| Vetenskapligt namn | Auktor | Svenskt namn | Bild              |
| ------------------ | ------ | ------------ | ----------------- |
| Vriesea            | Lindl. |              | Vriesia splendens |

## W
| Vetenskapligt namn | Auktor | Svenskt namn | Bild |
| ------------------ | ------ | ------------ | ---- |
| Wittrockia         | Lindm. |              |      |

## Auktorkälla
- Engelska Wikipedia